# Альфред Кельбасса
Альфред Кельбасса (нім. Alfred Kelbassa, 21 квітня 1925, Гельзенкірхен — 11 серпня 1988, Дортмунд) — німецький футболіст, що грав на позиції нападника, зокрема за дортмундську «Боруссію», а також національну збірну Німеччини.

## Клубна кар'єра
Починав грати у футбол в командах «Шварц-Вайс» (Бюльзе) і «Фортуна» (Глюкштадт).
1952 року став гравцем клубу «Пройсен Мюнстер», кольори якого захищав протягом сезону, після чого ще один сезон відіграв за «СТВ Горст-Емшер».
1954 року перейшов до дортмундської «Боруссії», за яку відіграв 8 сезонів. Більшість часу, проведеного у складі «Боруссії», був основним гравцем атакувальної ланки команди і одним з її головних бомбардирів, маючи середню результативність на рівні 0,59 гола за гру першості. Двічі поспіль, у 1957 і 1958 роках ставав найкращим бомбардиром західного дивізіону Оберліги. Завершив професійну кар'єру футболіста виступами за  «Боруссію» у 1962 році.

## Виступи за збірну
1956 року дебютував в офіційних матчах у складі національної збірної Німеччини. Протягом кар'єри у національній команді, яка тривала 3 роки, провів у її формі 6 матчів, забивши 2 голи.
У складі збірної був учасником чемпіонату світу 1958 року у Швеції, де був запасним гравцем і взяв участь лише у заключній грі німців на турнірі — матчі за третє місце проти Франції (3:6).
Помер 11 серпня 1988 року на 64-му році життя у місті Дортмунд.

## Титули і досягнення
- Найкращий бомбардир Оберліги (Захід) (2): 1957 (30), 1958 (24)